# Santuario de Santa Eulalia de Vilapicina
El santuario de Santa Eulalia de Vilapicina (en catalán: santuari de Santa Eulàlia de Vilapicina) es una capilla del siglo XVIII, ubicada en el barrio del Turó de la Peira, distrito de Nou Barris, de la ciudad de Barcelona. Actualmente dependiente de la Parroquia de Santa Eulalia de Vilapicina, Arciprestazgo de Vilapicina, Arzobispado de Barcelona.
Forma un conjunto histórico, catalogado como Bien Cultural de Interés Local, junto con la masía de Can Basté —actualmente centro cívico—, el antiguo hostal de Ca n'Artès y dos casas adosadas, que conforman el núcleo de la antigua aldea de Santa Eulalia de Vilapicina.

## Historia

### La iglesia prerrománica
Aunque el templo actual fue construido en 1782, anteriormente ya existía en este lugar una capilla prerrománica dedicada a Santa Eulalia, cuya existencia está documentada en el año 991. En el edificio actual, en el interior de la capilla, pueden observarse elementos constructivos de la primitiva iglesia e incluso restos de una asentamiento romano anterior.
En una escritura del 22 de enero de 1034 consta que Arnau Vidal de Horta adquirió un alodio formado por la iglesia de Santa Eulalia, y varias casas, tierras y viñas. En 1064 el propio Arnau Vidal donó sus propiedades en Vilapicina al obispo de Barcelona. 
Una acta de visita pastoral de 1413 cita la capilla de Santa Eulalia como sufragánea de la parroquia de San Andrés de Palomar, un municipio independiente hasta su anexión a Barcelona, en 1897. El paso de los múltiples ejércitos que asediaron la ciudad de Barcelona durante los siglos XVI y XVII provocaron desperfectos en el templo, habiendo constancia de dos restauraciones importantes, en 1562 y en 1637. 
A principios del siglo XVIII la iglesia había dado nombre a una aldea rural, Santa Eulalia de Vilapicina, formada por varias masías dispersas en un territorio de campos y viñas. Una de las pocas masías que se conservan de esa época es Can Basté, junto a la iglesia; data del siglo XVIII y actualmente funciona como centro cívico. También se conserva actualmente Ca n'Artés, un antiguo hostal que dataría, probablemente, del siglo XV. Su construcción junto a la iglesia no es casual, ya que este era el punto de confluencia de dos importantes vías: el antiguo camino de San Andrés de Palomar a Sant Joan d'Horta y el llamado camino de San Acisclo, que iba hasta Sardañola del Vallés pasando por la masía de Can Masdeu.

### La iglesia de 1782
Debido al estado de deterioro del templo y al incremento de feligreses, en 1781 los vecinos más distinguidos de Vilapicina impulsaron una reedificación. Financiado por subscripción popular, se construyó actual santuario neoclásico, cambiando la orientación de la planta de forma perpendicular a la antigua disposición. Al mismo tiempo, se construyó el puente que une la iglesia con Can Basté. La construcción finalizó el 1 de agosto de 1782.
Ante el crecimiento demográfico que venía experimentando Vilapicina, el 31 de diciembre de 1866 el Obispo Pantaleón Montserrat erigió la capilla de Santa Eulalia como parroquia segregada y Can Basté se habilitó como rectoría. En 1885 el rector, reverendo Narcís Cot, considerando que la parroquia había quedado pequeña, encargó al arquitecto José Doménech y Estapá la construcción de un nuevo templo, que se levantó a un centenar de metros de distancia, en unos terrenos cedidos por Josepa Sola, junto a la Rambla de Santa Eulalia (hoy Paseo de Fabra i Puig). En 1905 el que hoy es Santuario de Santa Eulialia perdió su condición de parroquia en beneficio del nuevo templo.
A partir de esa fecha, la iglesia antigua quedó limitada a la celebración de catequesis y algunos actos populares. En 1927 se urbanizó y enjardinó la plazoleta frente a la puerta principal. Nueve años después, el templo sufrió los estragos de la Guerra Civil. El 25 de julio de 1936 la iglesia fue saqueada y se quemaron los altares y las imágenes en la plazoleta frente al templo. Poco después fueron asesinados el vicario, Mosén Josep Juncosa, y el maestro de la escuela parroquial, Francesc de Paula Garí. También la parroquia nueva fue saqueada y quemada durante el conflicto bélico, por lo que al finalizar la contienda, en 1939, la iglesia vieja tuvo que ser habilitada temporalmente para el culto. Luego, el templo quedó olvidado y abandonado durante años, hasta que un grupo de seminaristas impulsó su recuperación y restauración a finales de los años 1960. El 12 de febrero de 1969, día de Santa Eulalia, se restableció el culto en la iglesia vieja, distinguiéndola con el título de Santuario de Santa Eulalia.
A principios de los años 2000 los vecinos de Vilapicina llevaron a cabo múltiples actividades (butifarradas, conciertos, etc.) para recaudar fondos para rehabilitar el santuario. Las obras, finalizadas en 2004, consistieron en la reconstrucción del campanario y de la nave central, que estaba hundida.
Actualmente el santuario de Santa Eulalia de Vilapicina solo presta servicio para la misa dominical y el primer viernes de cada mes, cuando se celebra una eucaristía dedicada a los difuntos. Alberga también clases de catequesis y a varios colectivos que promueven actividades culturales, como un grupo de teatro o una coral.

## Arquitectura
El santuario de Santa Eulalia de Vilapicina es un edificio de estilo neoclásico, sobrio y sencillo. Consta de una única nave, con cubierta de arco fajón. Se conservan restos del anterior templo románico, levantado, a su vez, con elementos constructivos de época romana; pueden observarse en la fachada lateral, bajo el puente que une la iglesia con Can Basté, y en la capilla interior, llamada del Santísimo, que se ubica en el que fue al ábside del templo antiguo.
La fachada está decorada con esgrafiados, alrededor de un óculo, en los que aparen la cruz de Santa Eulalia y unos ángeles. Entre el óculo y el portal rectangular hay una hornacina con la imagen de la santa. En el dintel de la puerta de entrada figura la inscripción SACELLUM HOC RAEDIFICATUM FUIT VICINORUM SUMTIBUS ANNO 1782, que hace referencia a la reconstrucción del templo, en 1782, sufragada por los vecinos. Corona la fachada un campanario, formado por un pequeño cuerpo con arcos, y coronado por florones de cerámica vidriada de color verde.
La iglesia, junto a varios edificios contiguos —entre ellos Can Basté i Ca N'Artés—, fueron declarados conjunto de interés histórico-artístico en 1971.